# 조너선 블로
조너선 블로(영어: Jonathan Blow, 1971년 ~)는 프로그래머이며, 비디오 게임 디자이너이다. 그의 게임 디자이너로서의 최초의 활약은 《브레이드》라는 게임을 제작한 것이었고, 《브레이드》는 2006년 개최된 인디펜던트 게임 페스티벌에서 "혁신적인 게임 디자인"상을 수상했다.
블로는 많은 기간 동안 《게임 디벨로퍼 매거진》에 칼럼을 투고했다. 그는 2002년 3월에 열린 게임 개발자 회의에서 열린 "Experimental Gameplay Workshop"이란 강연회에서 첫 강연을 하기도 했다. 블로는 또한 인디 게임 잼에 정기적으로 참여하고 있다.